# Phường 5, Quận 6
Phường 5 là một phường thuộc Quận 6, Thành phố Hồ Chí Minh, Việt Nam.
Phường 5 có diện tích 0,23 km², dân số năm 2021 là 13.126 người,  mật độ dân số đạt 57.069 người/km².